# Nekoř
Nekoř – gmina w Czechach, w powiecie Uście nad Orlicą, w kraju pardubickim. Według danych z dnia 1 stycznia 2013 liczyła 934 mieszkańców.